# Rumex pseudopatientia
Rumex pseudopatientia är en slideväxtart som beskrevs av Karl Heinz Rechinger. Rumex pseudopatientia ingår i släktet skräppor, och familjen slideväxter. Inga underarter finns listade i Catalogue of Life.